# Emil C. Petrescu
Emil C. Petrescu (n.  ?) a fost un politician român care a fost primar al București. Acesta a semnat în data de 6 decembrie 1916, la București, în fața reprezentanților Puterilor Centrale, capitularea orașului. La începutului lui decembrie 1918, România și-a luat o revanșă istorică: Regele Ferdinand I și Regina Maria a României au revenit în București în calitate de învingători, iar la Alba Iulia era decisă Unirea Transilvaniei cu România.